# Igor Gočanin
Igor Gočanin, född 24 juli 1966 i Herceg Novi, är en före detta jugoslavisk vattenpolospelare. Han tog OS-guld 1988 med Jugoslaviens landslag.
Gočanin spelade sju matcher och gjorde fem mål i den olympiska vattenpoloturneringen i Seoul som Jugoslavien vann.
Gočanin tog EM-guld år 1991 i Aten.